# La vergine folle
La vergine folle è un film muto italiano del 1920 diretto da Gennaro Righelli.